# Colymbomorpha lineata
Colymbomorpha lineata är en skalbaggsart som beskrevs av Blanchard 1850. Colymbomorpha lineata ingår i släktet Colymbomorpha och familjen Melolonthidae. Inga underarter finns listade i Catalogue of Life.